# Sebastian Vasiliadis
Sebastian Vasiliadis (grec moderne : Σεμπάστιαν Βασιλειάδης) ou Sebástian Vasiliádis, né le 4 octobre 1997 à Auenwald en Allemagne, est un footballeur germano-grec qui évolue au poste de milieu de terrain au FC Sarrebruck.

## Biographie

### VfR Aalen
Sebastian Vasiliadis est formé au VfR Aalen, club avec qui il débute en troisième division allemande lors de la saison 2015-2016. Il joue son premier match le 28 novembre 2015 lors d'une rencontre de championnat contre le Hallescher FC (0-0).

### SC Paderborn
En juillet 2018 Vasiliadis rejoint le SC Paderborn, club évoluant alors en deuxième division allemande. Il joue son premier match sous ses nouvelles couleurs le 16 septembre 2018 face au FC Cologne, en championnat. La rencontre, riche en buts, se termine par une victoire de Paderborn sur le score de cinq buts à trois. Vasiliadis inscrit son premier but dès son deuxième match, le 23 septembre suivant face au FC Magdebourg en championnat (4-4). Le 25 novembre de la même année il se fait remarquer en inscrivant un doublé lors de la victoire des siens en championnat face au FC Heidenheim (1-5). Le 23 décembre 2018 il prolonge son contrat avec Paderborn jusqu'en 2021. Le 12 mai 2019 il est l'auteur d'un autre doublé, contribuant à la victoire de son équipe par quatre buts à un face au Hambourg SV. Avec 6 buts et 8 passes décisives en 2018-2019, Vasiliadis, qui s'est imposé comme un élément clé de Paderborn dans l'entre jeu, a grandement participé à la 2e place du classement du club cette saison-là, ce qui lui permet d'accéder à l'élite du football allemand.
Sebastian Vasiliadis découvre la Bundesiga lors de la première journée de la saison 2019-2020, lors de la défaite face au Bayer Leverkusen le 17 août 2019 (3-2). Il marque son premier but en Bundesliga le 2 février 2020, lors de la défaite des siens contre le VfL Wolfsburg (2-4).

### Arminia Bielefeld
En fin de contrat en juin 2021, Sebastian Vasiliadis rejoint librement l'Arminia Bielefeld à l'été 2021. L'accord est conclu dès le mois de janvier. Il joue son premier match pour son nouveau club le 30 octobre 2021 contre le 1. FSV Mayence 05, en championnat. Il entre en jeu et son équipe s'incline par deux buts à un.

### Carrière en sélection nationale
Jamais appelé avec les équipes de jeunes d'Allemagne, Sebastian Vasiliadis répond à l'appel de l'équipe nationale de Grèce en novembre 2019, étant éligible pour cette sélection également. Il ne fait toutefois pas ses débuts avec la Grèce lors de ce rassemblement.

## Statistiques

### En club
Le tableau ci-dessous retrace la carrière de Sebastian Vasiliadis depuis ses débuts :

| Saison                | Club                  | Championnat           | Championnat | Championnat | Coupe(s) nationale(s) | Coupe(s) nationale(s) | Compétition(s) continentale(s) | Compétition(s) continentale(s) | Compétition(s) continentale(s) | Coupe régionale | Coupe régionale | Barrages | Barrages | Total | Total |
| Saison                | Club                  | Division              | M.          | B.          | M.                    | B.                    | Comp.                          | M.                             | B.                             | M.              | B.              | M.       | B.       | M.    | B.    |
| 2015-2016             | VfR Aalen             | 3. Liga               | 8           | 0           | -                     | -                     | -                              | -                              | -                              | -               | -               | -        | -        | 8     | 0     |
| 2016-2017             | VfR Aalen             | 3. Liga               | 28          | 3           | -                     | -                     | -                              | -                              | -                              | 3               | 0               | -        | -        | 31    | 3     |
| 2017-2018             | VfR Aalen             | 3. Liga               | 24          | 5           | -                     | -                     | -                              | -                              | -                              | 4               | 0               | -        | -        | 28    | 5     |
| Sous-total            | Sous-total            | Sous-total            | 60          | 8           | 0                     | 0                     | -                              | 0                              | 0                              | 7               | 0               | -        | -        | 67    | 8     |
| 2018-2019             | SC Paderborn          | 2.Bundesliga          | 28          | 6           | 3                     | 0                     | -                              | -                              | -                              | -               | -               | -        | -        | 31    | 6     |
| 2019-2020             | SC Paderborn          | 2.Bundesliga          | 32          | 1           | 1                     | 0                     | -                              | -                              | -                              | -               | -               | -        | -        | 33    | 1     |
| 2020-2021             | SC Paderborn          | 2.Bundesliga          | 19          | 0           | 1                     | 0                     | -                              | -                              | -                              | -               | -               | -        | -        | 20    | 0     |
| Sous-total            | Sous-total            | Sous-total            | 79          | 7           | 5                     | 0                     | -                              | 0                              | 0                              | 0               | 0               | -        | -        | 84    | 7     |
| 2021-2022             | Arminia Bielefeld     | Bundesliga            | 19          | 0           | -                     | -                     | -                              | -                              | -                              | -               | -               | -        | -        | 19    | 0     |
| 2022-2023             | Arminia Bielefeld     | 2.Bundesliga          | 29          | 2           | -                     | -                     | -                              | -                              | -                              | -               | -               | 2        | 0        | 31    | 2     |
| Sous-total            | Sous-total            | Sous-total            | 48          | 2           | 0                     | 0                     | -                              | 0                              | 0                              | 0               | 0               | 2        | 0        | 50    | 2     |
| 2023-2024             | Hansa Rostock         | 2.Bundesliga          | 10          | 0           | 1                     | 0                     | -                              | -                              | -                              | -               | -               | -        | -        | 11    | 0     |
| Sous-total            | Sous-total            | Sous-total            | 10          | 0           | 1                     | 0                     | -                              | 0                              | 0                              | 0               | 0               | 2        | 0        | 13    | 0     |
| Total sur la carrière | Total sur la carrière | Total sur la carrière | 197         | 17          | 6                     | 0                     | -                              | 0                              | 0                              | 7               | 0               | 2        | 0        | 212   | 17    |